# This Is England
This Is England ist ein britischer Film aus dem Jahr 2006. Regie und Drehbuch stammen von Shane Meadows. Inhaltlich geht es um Großbritannien in den frühen 1980er Jahren unter Margaret Thatcher, der Zeit des Falklandkriegs und des Revivals der Skinhead-Subkultur. Auf der Liste der 100 besten britischen Filme, die das Magazin Empire 2016 veröffentlichte, rangiert er auf Platz 12.

## Handlung
Der zwölfjährige Shaun lebt 1983 alleine mit seiner Mutter Cynthia in einer nicht näher beschriebenen Stadt in den East Midlands. Sein Vater ist im Falklandkrieg gefallen. Cynthia hat nicht genug Geld, um ihm anständige Kleidung zu kaufen, weswegen er in der Schule regelmäßig Opfer von Spott wird, der selbst vor dem Tod seines Vaters keinen Halt macht. Nachdem Shaun wieder einmal besonders stark gehänselt wurde, trifft er durch Zufall auf die Skinhead-Bande um den charismatischen, aber relativ unpolitischen Woody. Er nimmt Shaun unter seine Fittiche und integriert ihn, obgleich er weitaus jünger ist, in seine Bande.
Die Zustände spitzen sich zu, nachdem der 32-jährige Combo aus dem Gefängnis entlassen wird. Im Gegensatz zum leicht anarchistisch wirkenden Woody sind seine politischen Vorstellungen klar nationalistisch und fremdenfeindlich. Er spaltet die Gang in einen ihm „loyalen“ Teil und jene, die „nicht mitgehen“ wollen. Shaun ist von Combo sehr beeindruckt und findet in ihm so etwas wie eine Vaterfigur.
Nach einigen Delikten wie fremdenfeindlichen Graffiti überfällt die Bande einen pakistanischen Kiosk, dessen Besitzer Shaun zuvor aus dem Laden geworfen hatte. Außerdem politisiert Combo die Gruppe zunehmend und bringt sie auf seinen Kurs. Als er jedoch von seiner ehemaligen Geliebten eine Abfuhr erhält, die zu allem Überfluss auch noch mit Woody verbandelt ist, dreht er völlig durch. Er lädt den einzigen dunkelhäutigen Skin Milky, der bei Woody geblieben ist, ein, mit ihm und seinen Jungs zu kiffen. Als sich herausstellt, dass es dem „Dunkelhäutigen“ in vieler Hinsicht (stabile Familienverhältnisse, relativer Wohlstand) besser als (stellvertretend für einen „echten“ Engländer) ihm geht, prügelt er Milky fast zu Tode, bereut diese Tat aber weinend und bringt ihn zusammen mit Shaun ins Krankenhaus.
In der Schlusssequenz denkt Shaun über das Geschehene nach, während ihm seine Mutter versichert, dass es Milky bald wieder gut gehen werde. Shaun geht allein zum Strand und wirft eine England-Fahne, die ihm von Combo geschenkt wurde, ins Meer.
In Vorspann, Zwischenschnitten und vor der Schlussszene des Films werden Szenen aus dem Großbritannien der 1980er Jahre und Ausschnitte aus dem Original-Filmmaterial des Falklandkriegs gezeigt.

## Musik
1. 54-46 Was My Number – Toots & the Maytals
2. Come On Eileen – Dexys Midnight Runners
3. Tainted Love – Soft Cell
4. Nicole Instrumental – Gravenhurst
5. Morning Sun – Barry Al & The Cimarons
6. Louie Louie – Toots & The Maytals
7. Pressure Drop – Toots & The Maytals
8. Do The Dog – Specials
9. Ritornare – Ludovico Einaudi
10. Return Of Django – The Upsetters
11. Warhead – UK Subs
12. Fuori Dal Mondo – Ludovico Einaudi
13. Since Yesterday – Strawberry Switchblade
14. Dark End Of The Street – Percy Sledge
15. Oltremare Edit – Ludovico Einaudi
16. Please Please Please Let Me Get – Clayhill
17. Dietro Casa – Ludovico Einaudi
18. Never Seen The Sea – Gavin Clark

## Kritik
„Ironisch-kritischer, um Authentizität bemühter Rückblick auf das Britannien der Thatcher-Ära, der den Rechtsruck der jugendlichen Subkultur nachvollziehbar macht. Der bewegende Film zeichnet das Porträt einer verlorenen Generation und zugleich die Studie einer in emotionaler Kälte erstarrten Gesellschaft.“

## Hintergrund
This Is England ist ein Coming-of-Age-Film, der vom Verlust der Unschuld handelt. Die kindliche Hauptfigur „Shaun“ findet zunächst in „Woody“, und dann in „Combo“ ein Vorbild. Die Entwicklung der Figur zu einem rechten Schläger ist zugleich symptomatisch für die Skinhead-Szene der frühen 1980er. Der Wendepunkt kommt schließlich, als Combo den schwarzen, smarten Skin „Milky“ bewusstlos prügelt. Als Zeichen seines Wandels wirft der Hauptdarsteller dann symbolisch seine englische Flagge ins Meer. Critic.de sprach in diesem Fall von einem „Stilbruch gegenüber der eigentlichen Qualität des Films, seinem ungeschönten Realismus.“
Es war ein Anliegen des Regisseurs, die Skinhead-Szene so zu zeigen, wie sie sich ihm in seiner Jugend darbot. Er wollte mit seinem Film die Phase zeigen, in der sich der Oi! von der Ska- und Reggae-Kultur der ursprünglichen Skinheads trennte und sich langsam eine rechte und eine unpolitische Front zu bilden schien. Der Falklandkrieg stellte für Shane Meadows den zweiten Aufhänger des Films dar. Die vollkommene Hilflosigkeit der Briten gegenüber ihrem Staat sollte sich in dem Film widerspiegeln.
Die British National Front war mit ihrer Darstellung im Film nicht zufrieden und protestierte auf ihrer Homepage gegen den Film. Der Film stelle die Partei als eine Bande von Schlägern dar, die Asiaten und Schwarze überfielen. Laut dem Regisseur basiert die gedrehte Sitzung der Partei aber auf einer realen Begebenheit in seiner Jugend.
Kurz nach Drehschluss von This Is England am 30. Dezember 2005 starb die Mutter Sharon des Hauptdarstellers Thomas Turgoose an Krebs. Der Film ist ihr daher gewidmet.
Im September 2010 war die vierteilige Miniserie This Is England ’86 bei Channel 4 zu sehen und an Weihnachten 2011 die dreiteilige Miniserie This is England ’88. 2015 folgte mit der vierteiligen Miniserie This Is England ‘90 der bislang letzte Ableger der Reihe.

## Auszeichnungen
BAFTA Awards 2008
- Preis in der Kategorie Bester britischer Film

British Independent Film Awards 2006
- Preise in den Kategorien
  - Bester britischer Independentfilm
  - Bester Newcomer für Thomas Turgoose
- Nominierungen in den Kategorien
  - Bester Regisseur für Shane Meadows
  - Bestes Drehbuch für Shane Meadows
  - Beste Nebenrolle für Joseph Gilgun und Stephen Graham
  - Beste Technik (Musik) für Ludovico Einaudi